# Malin (Oregon)
Pour les articles homonymes, voir Malin.
Malin est une ville américaine située dans l'État de l'Oregon et dans le comté de Klamath.

## Démographie
Au recensement de 2010, sa population était de 805 habitants dont 255 ménages et 194 familles résidentes. La densité de population était de 621,6 hab/km2
La répartition ethnique était de 70,6 % d'Euro-Américains et 29,4 % d'autres races.
En 2000, le revenu moyen par habitant était de 10 258 dollars avec 26,7 % vivant sous le seuil de pauvreté.

## Source
- (en) Cet article est partiellement ou en totalité issu de l’article de Wikipédia en anglais intitulé « Malin, Oregon » (voir la liste des auteurs).